# Un traductor
Un traductor és una pel·lícula cubano-canadenca de 2018, dirigida per Rodrigo Barriuso i Sebastián Barriuso.
La pel·lícula va ser seleccionada per a representar Cuba en la categoria de Millor pel·lícula internacional de la 92a edició dels Premis Óscar, però finalment no fou nominada.

## Argument
Un professor de literatura russa en la Universitat de l'Havana haurà de treballar com traductor de nens víctimes de l'accident de Txernòbil que han estat enviats a Cuba per a rebre assistència mèdica.

## Repartiment
- Rodrigo Santoro: Malin
- Maricel Álvarez: Gladys
- Yoandra Suárez: Isona[3]
- Nikita Semenov: Alexi
- Jorge Carlos Perez Herrera: Javier
- Genadijs Dolganovs: Vladimir
- Milda Gecaite: Olga
- Eslinda Nuñez: Dr. Rivas
- Osvaldo Doimeadios: Dr. Sanchez
- Nataliya Rodina: Elena

## Premis i nominacions
Ha estat guardonada amb el Golden Goblet al millor director del Festival Internacional de Cinema de Xangai i el premi a la millor pel·lícula centreamericana al Festival Internacional de Cinema de Panamà.